# Eðvarð Matthíasson
Eðvarð Matthíasson (* zwischen 1969 und 1983) ist ein isländischer Snookerspieler.

## Karriere
Eðvarð Matthíasson wurde 1989 isländischer U21-Meister. 1990 erreichte er das Achtelfinale der U21-Weltmeisterschaft und unterlag dort dem Engländer Lee Grant mit 0:5. Bei den Amateurweltmeisterschaften 1990 und 1991 schied er hingegen in der Vorrunde aus. 1993 wurde er durch einen 9:2-Finalsieg gegen Arnar Richardsson isländischer Meister der Herren. In der Saison 1993/94 nahm er erstmals an der Snooker Main Tour teil. Sein bestes Ergebnis auf der Tour war das Erreichen der fünften Qualifikationsrunde bei den Welsh Open und den International Open 1994. Bei den Weltmeisterschaften 1994 und 1995 schied er jeweils in der ersten Qualifikationsrunde aus. Am Ende der Saison 1994/95 erreichte er mit dem 302. Platz seine beste Weltranglistenplatzierung. Nach der folgenden Spielzeit verlor er seinen Main-Tour-Platz. Zehn Jahre nach seinem ersten Titelgewinn zog Eðvarð 2003 ins Finale der isländischen Meisterschaft ein, musste sich dort jedoch Jóhannes B. Jóhannesson mit 5:9 geschlagen geben.

## Finalteilnahmen
| Ausgang         | Jahr | Turnier                   | Finalgegner             | Ergebnis |
| --------------- | ---- | ------------------------- | ----------------------- | -------- |
| Amateurturniere |      |                           |                         |          |
| Sieger          | 1993 | Isländische Meisterschaft | Arnar Richardsson       | 9:2      |
| Zweiter         | 2003 | Isländische Meisterschaft | Jóhannes B. Jóhannesson | 5:9      |